# Wielkie Rowy Afrykańskie

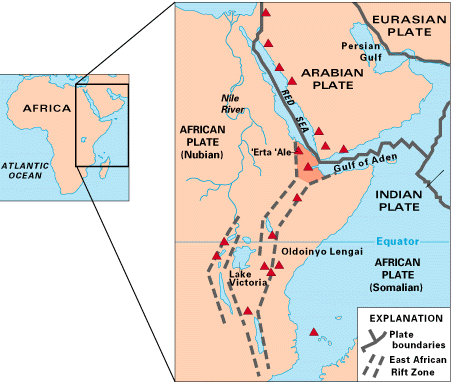
Wielkie Rowy Afrykańskie

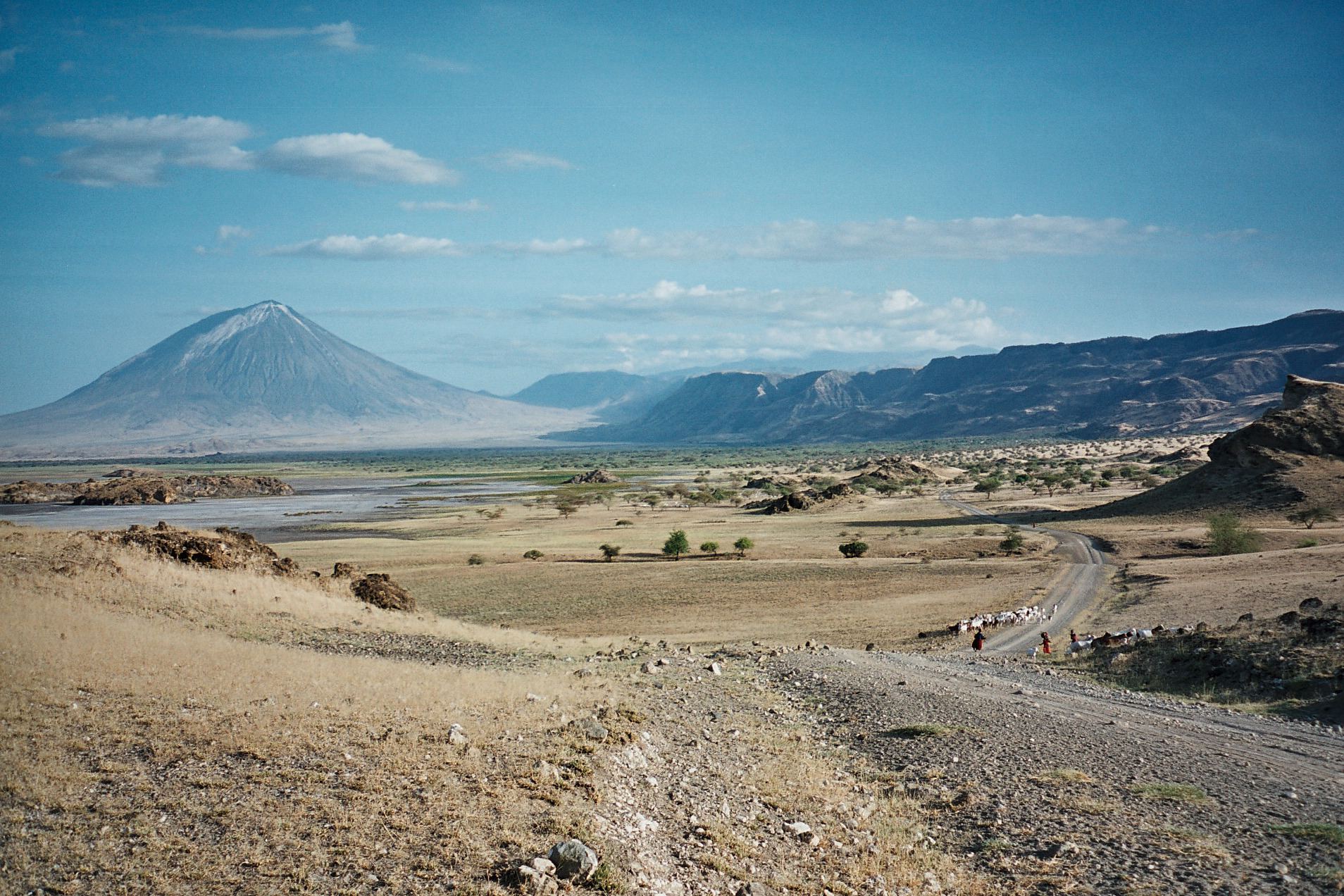
Krajobraz północnej Tanzanii

Wielkie Rowy Afrykańskie – jednostka geograficzna we wschodniej części Afryki obejmująca zespół południkowo rozciągniętych rowów tektonicznych (ryftów). Jej charakterystycznym elementem są strome zbocza i dna częściowo wypełnione jeziorami. Rowy powstały na skutek oddalania się płyty afrykańskiej od płyty arabskiej i somalijskiej, co prowadzi do powolnego (natomiast bardzo szybkiego w skali czasu geologicznego) oddzielania się cypla wschodniej Afryki z Wyżyną Wschodnioafrykańską od większej części kontynentu afrykańskiego. Rowy wschodnioafrykańskie są zauważalne na hipsometrycznej mapie Afryki, a wyraźnie widoczne na mapie geomorfologicznej.
Wielkie Rowy Afrykańskie powstały ok. 20 mln lat temu. 
Przedłużeniem Wielkich Rowów Afrykańskich jest rów Morza Czerwonego i Rów Jordanu. Długość całego układu Wielkich Rowów Afrykańskich od Syrii do Mozambiku wynosi 6 tys. km. Powstały one w wyniku ruchów tektonicznych i wylewów lawy – są formą doliny ryftowej. Ich rozwój zaczął się około 35 mln lat temu w rejonie Morza Czerwonego, polegał na odsuwaniu się płyty litosferycznej, na której leży kontynent afrykański, od płyty Półwyspu Arabskiego i reszty Azji;  postępował stopniowo ku południowi, gdzie wschodnia Afryka zaczęła się oddzielać od pozostałej części kontynentu około 15 mln lat temu.
Jeden z rowów ma miejscami 0,5 km głębokości i 30–100 km szerokości. Wyróżnia się:
- Rów Abisyński
- Wielki Rów Wschodni
- Wielki Rów Zachodni.

Dna Wielkich Rowów w mniejszej części zalane są wodą, która tworzy kilka spośród największych afrykańskich jezior:
- Jezioro Alberta
- Jezioro Edwarda
- jezioro Niasa
- jezioro Tanganika
- Jezioro Turkana (dawniej: Jezioro Rudolfa)

Są to jeziora tektoniczne.
Kenijską grupę jezior Wielkiego Rowu Afrykańskiego wpisano na listę światowego dziedzictwa UNESCO.